# Everyday Now
Everyday Now is een nummer van de Britse band Texas uit 1989. Het is de derde single van hun debuutalbum Southside.
"Everyday Now" is een rustige ballad. Het nummer is door muziekcritici beschreven als een "bluesy ballad die tegen de soul aanligt". In het Verenigd Koninkrijk behaalde het nummer een bescheiden 44e positie. Ook in Frankrijk en Australië werd het nummer een klein hitje. In het Nederlandse taalgebied bereikte het nummer geen hitlijsten.